# S-300VM
S-300VM "Antey-2500" (tên ký hiệu NATO SA-23 Gladiator\Giant) là một hệ thống tên lửa chống tên lửa đạn đạo mới của Nga.
Nó được thiết kế để tiêu diệt các mục tiêu là các loại tên lửa đạn đạo tầm trung và ngắn với tầm phóng lên đến 2,500 km, các mục tiêu là tên lửa hành trình và tên lửa phóng từ không gian, máy bay chiến thuật và chiến lược, cũng như vũ khí điều khiển chính xác.

## Quốc gia sử dụng
- Venezuela Venezuela đã đặt mua S-300VM "Antey-2500" để trang bị cho 12 trung đoàn. Giao hàng 2010-2011.[1]